# António José Bettencourt
António José Bettencourt  (Santo Amaro (Velas), ilha de São Jorge 14 de Novembro de 1801 – Toledo (Velas), Santo Amaro (Velas), ilha de São Jorge 27 de Dezembro de 1849) foi produtor Agrícola em terras próprias e militar do exército português.

## Biografia
Prestou serviço no exército português Regimento de Guarnição nº 1, aquartelado na Fortaleza de São João Baptista, no Monte Brasil, junto à cidade de Angra do Heroísmo.
Foi um médio detentor de terras na costa Norte da ilha de São Jorge, nomeadamente na localidade do Toledo (Velas) e na Fajã de Manuel Teixeira, onde produzia vinho de várias castas, particularmente da casta conhecida regionalmente, como “Vinho de cheiro”, que era vendido principalmente na vila das Velas. 
Nessas mesmas fajãs, em sítios específicos do ponto de vista de adaptação Ambiental, autênticos biótopos únicos das fajãs,  a que era chamado “fontes de inhames” produzia inhames de grande qualidade que eram vendidos em diferentes locais da ilha com predominância para a vila das Velas. 

## Relações Familiares
Foi filho de Manuel Inácio de Bettencourt e D. Antónia Maria de Bettencourt, casou em 5 de Maio de 1827 com D. Isabel Vicência de Bettencourt (Almeida, Termo das Velas, ilha de São Jorge 29 de Novembro de 1807 – Santo Amaro, Velas, ilha de São Jorge, 7 de Julho de 1862), filha de José António de Sequeira e D. Maria Rosa, de quem teve sete filhos:
1. D. Teresa Vicência de Bettencourt (Toledo (Velas), Santo Amaro, Velas, ilha de São Jorge 3 de Julho de 1862 - Toledo (Velas), Santo Amaro, Velas, ilha de São São Jorge 17 de Dezembro de 1901) casou com António da Silveira Machado.
2. José (1 de Fevereiro de 1828 -?).
3. João (12 de Novembro de 1831 - ?).
4. Maria Vicência (16 de Fevereiro 1836 – 17 de Dezembro 1901).
5. Ana (9 de Novembro de 1838 - ?).
6. Manuel Inácio de Sousa Bettencourt (Toledo (Velas), Santo Amaro, Velas, São Jorge (8 de Outubro de 1848 -?) casou com Ana Victorina de Bettencourt.
7. José (1 de Dezembro de 1833 - ?).